# 2011 în artă
← 2008 în artă — 2009 în artă — 2010 în artă ——  2011 în artă  —— 2012 în artă — 2013 în artă — 2013 în artă →
2011 în artă implică o serie de evenimente:

## Premii

### Premii oriunde
- Premiul Archibald -
- Premiul Artes Mundi -
- Premiul Henry Hope Reed pentru artă și design clasic –
- Premiul Hugo Boss –
- Premiul John Moores Painting -

## Decese
- 1 ianuarie
- 31 ianuarie
- 6 februarie  —
- 10 martie —
- 1 septembrie —
- 10 septembrie —
- 3 noiembrie —
- 15 noiembrie –

## Galerie de imagini (lucrări din 2011)
- Lucrări reprezentative